# Швангайм (Рейнланд-Пфальц)
Швангайм (нім. Schwanheim) — громада в Німеччині, розташована в землі Рейнланд-Пфальц. Входить до складу району Південно-Західний Пфальц. Складова частина об'єднання громад Гауенштайн.
Площа — 6,96 км2. Населення становить 595 ос. (станом на 31 грудня 2020).

## Галерея

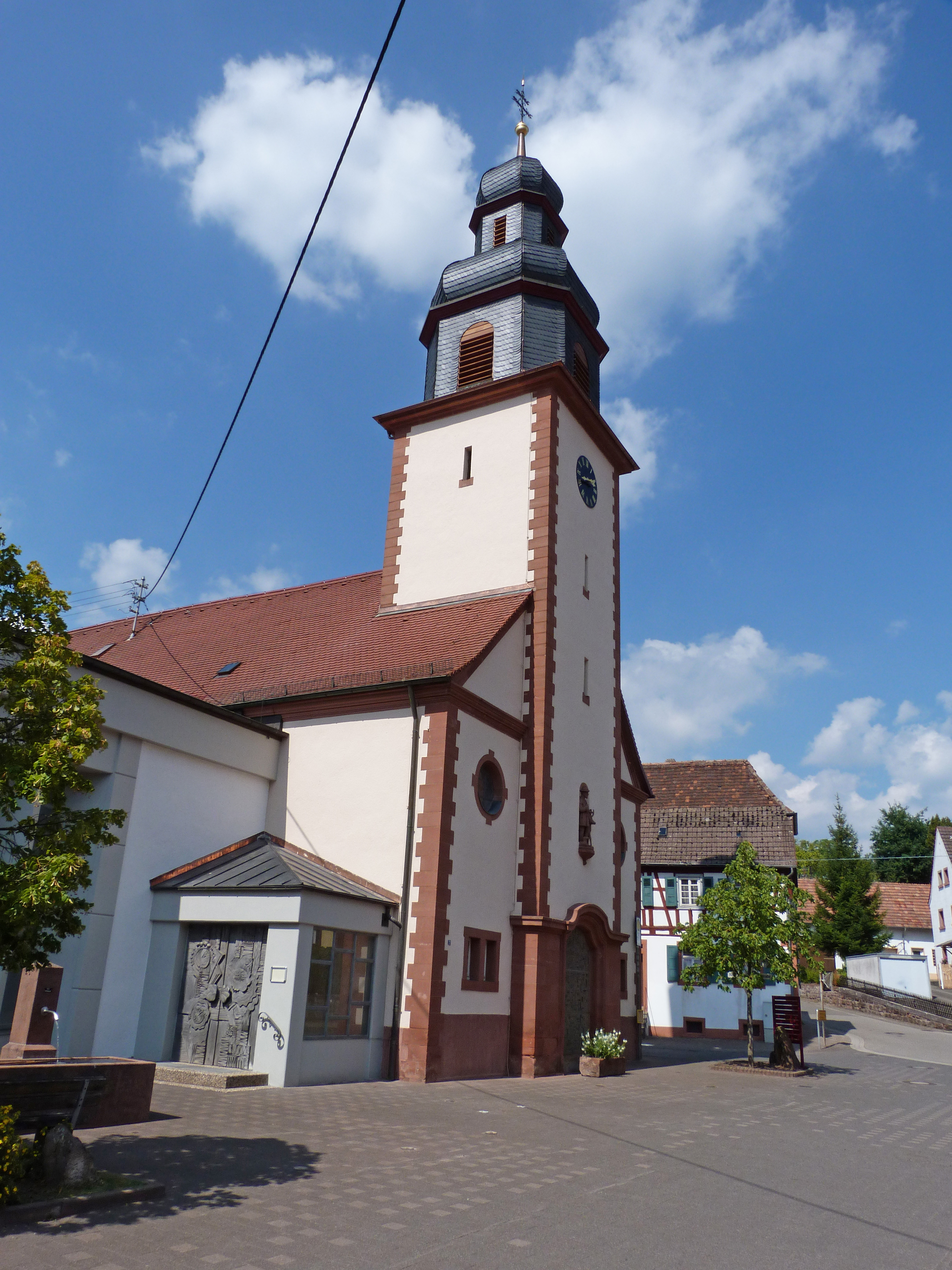
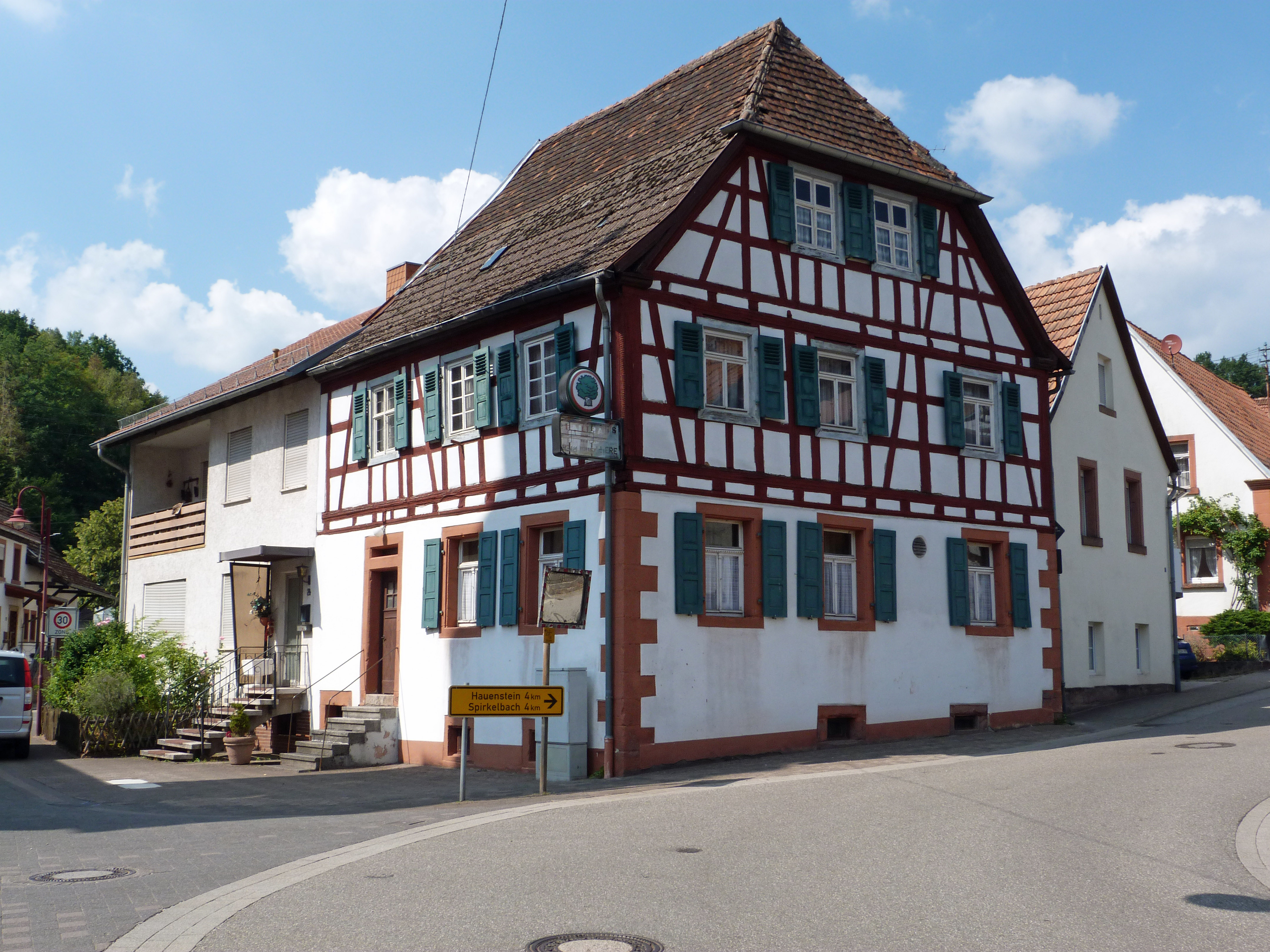
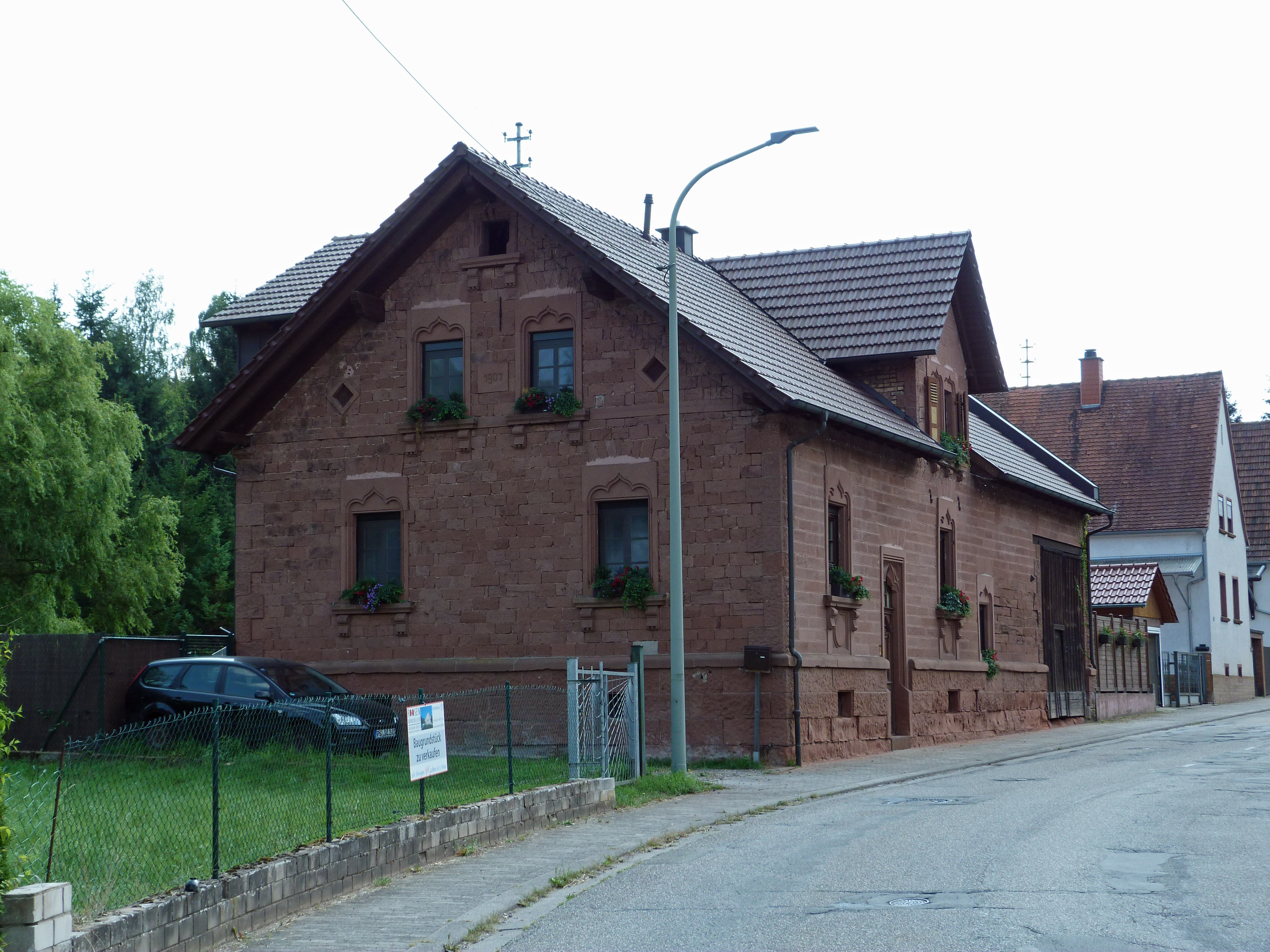
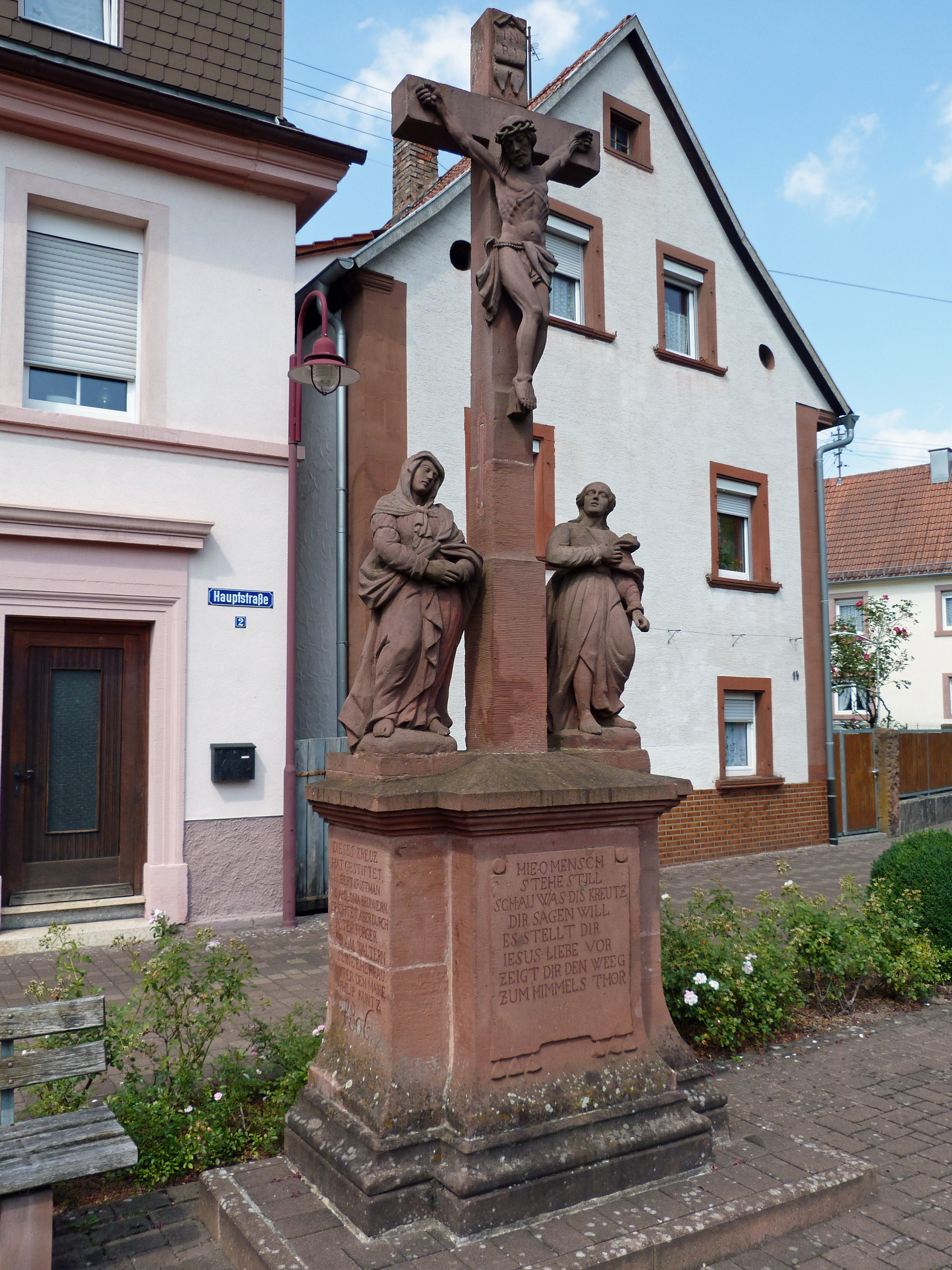